# Gonomyia oliveri
Gonomyia oliveri är en tvåvingeart som beskrevs av Alexander 1924. Gonomyia oliveri ingår i släktet Gonomyia och familjen småharkrankar. Inga underarter finns listade i Catalogue of Life.